# رایم اینترینسکا
رایم اینترینسکا (به انگلیسی: Ryme Intrinseca) یک روستا و محله مدنی در بریتانیا است که در West Dorset واقع شده‌است. رایم اینترینسکا ۱۱۵ نفر جمعیت دارد.